# Jim Pugh
Jim Pugh (Burbank, 5 februari 1964) is een voormalig tennisser uit de Verenigde Staten. Hij was tussen 1985 en 1996 actief in het internationale tenniscircuit. Pugh won in het enkelspel één ATP-toernooi. Als dubbelspeler was hij zeer succesvol met tweeëntwintig toernooioverwinningen en de nummer 1-positie op de dubbelspelranglijst. Pugh won in 1988 en 1989 met Rick Leach de dubbelspeltitel op het Australian Open en in 1990 waren zij ook de sterkste op Wimbledon
Met Jana Novotna won Pugh het gemengd dubbelspel op het Australian Open in 1988 en 1989, het US Open in 1988 en Wimbledon in 1989.
In 1990 won Pugh voor de derde keer op rij de gemengddubbelspeltitel op het Australian Open, dit keer met Natallja Zverava.
Ook maakte Pugh deel uit van het Amerikaanse team dat de Davis Cup in 1990 won.
Voor zijn profcarrière speelde Pugh Collegetennis voor UCLA.

## Palmares

### Enkelspel
| Nr.              | Datum           | Toernooi              | Ondergrond | Tegenstander in finale | Score         |         |
| ---------------- | --------------- | --------------------- | ---------- | ---------------------- | ------------- | ------- |
| gewonnen finales |                 |                       |            |                        |               |         |
| 1.               | 16 juli 1989    | ATP Newport           | Gras       | Peter Lundgren         | 6-4, 4-6, 6-2 | Details |
| verloren finales |                 |                       |            |                        |               |         |
| 1.               | 26 juli 1987    | ATP Schenectady       | Hardcourt  | Jaime Yzaga            | 6-0, 6-7, 1-6 | Details |
| 2.               | 4 oktober 1987  | ATP San Francisco     | Hardcourt  | Peter Lundgren         | 1-6, 5-7      | Details |
| 3.               | 6 augustus 1989 | ATP Stratton Mountain | Hardcourt  | Brad Gilbert           | 5-7, 0-6      | Details |

### Dubbelspel
| Nr.                               | Datum             | Toernooi           | Ondergrond    | Partner           | Tegenstanders in finale             | Score                   |         |
| --------------------------------- | ----------------- | ------------------ | ------------- | ----------------- | ----------------------------------- | ----------------------- | ------- |
| gewonnen finales mannendubbelspel |                   |                    |               |                   |                                     |                         |         |
| 1.                                | 10 mei 1987       | ATP München        | Gravel        | Rick Leach        | Sergio Casal Emilio Sánchez         | 7–6, 4–6, 6–4           | Details |
| 2.                                | 11 oktober 1987   | ATP Scottsdale     | Hardcourt     | Rick Leach        | Dan Goldie Mel Purcell              | 6-3, 6-2                | Details |
| 3.                                | 1 november 1987   | ATP Hong Kong      | Hardcourt     | Mark Kratzmann    | Martin Davis Brad Drewett           | 6–7, 6–4, 6–2           | Details |
| 4.                                | 23 januari 1988   | Australian Open    | Hardcourt     | Rick Leach        | Jeremy Bates Peter Lundgren         | 6-3, 6-2, 6-3           | Details |
| 5.                                | 8 mei 1988        | ATP München        | Gravel        | Rick Leach        | Alberto Mancini Christian Miniussi  | 7-6, 6-1                | Details |
| 6.                                | 24 juli 1988      | ATP Washington     | Hardcourt     | Rick Leach        | Jorge Lozano Todd Witsken           | 6-3, 6-7, 6-2           | Details |
| 7.                                | 7 augustus 1988   | ATP Indianapolis   | Hardcourt     | Rick Leach        | Ken Flach Robert Seguso             | 6-4, 6-3                | Details |
| 8.                                | 21 augustus 1988  | ATP Cincinnati     | Hardcourt     | Rick Leach        | Jim Grabb Patrick McEnroe           | 6-2, 6-4                | Details |
| 9.                                | 2 november 1988   | GP Detroit         | Tapijt (i)    | Rick Leach        | Ken Flach Robert Seguso             | 6-4, 6-1                | Details |
| 10.                               | 11 december 1988  | Masters Grand Prix | Tapijt (i)    | Rick Leach        | Emilio Sánchez Vicario Sergio Casal | 6–4, 6–3, 2–6, 6–0      | Details |
| 11.                               | 29 januari 1989   | Australian Open    | Hardcourt     | Rick Leach        | Darren Cahill Mark Kratzmann        | 6-4, 6-4, 6-4           | Details |
| 12.                               | 12 maart 1989     | ATP Scottsdale     | Hardcourt     | Rick Leach        | Paul Annacone Christo Van Rensburg  | 6-7, 6-3, 6-2, 2-6, 6-4 | Details |
| 13.                               | 30 april 1989     | ATP Singapore      | Hardcourt     | Rick Leach        | Paul Chamberlin Paul Wekesa         | 6:3, 6:4                | Details |
| 14.                               | 7 mei 1989        | WTC Forest Hills   | Gravel        | Rick Leach        | Jim Courier Pete Sampras            | 6–4, 6–2                | Details |
| 15.                               | 27 november 1989  | ATP Itaparica      | Hardcourt     | Rick Leach        | Jorge Lozano Todd Witsken           | 6-2, 7-6                | Details |
| 16.                               | 25 februari 1990  | ATP Philadelphia   | Tapijt (i)    | Rick Leach        | Grant Connell Glenn Michibata       | 3-6, 6-4, 6-2           | Details |
| 17.                               | 25 maart 1990     | ATP Miami          | Hardcourt     | Rick Leach        | Boris Becker Cassio Motta           | 6-4, 3-6, 6-3           | Details |
| 18.                               | 7 juli 1990       | Wimbledon          | Gras          | Rick Leach        | Pieter Aldrich Danie Visser         | 7–6(5), 7–6(4), 7–6(5)  | Details |
| 19.                               | 17 februari 1991  | ATP Philadelphia   | Tapijt (i)    | Rick Leach        | Udo Riglewski Michael Stich         | 6-4, 6-4                | Details |
| 20.                               | 12 mei 1991       | ATP Charlotte      | Gravel        | Rick Leach        | Bret Garnett Greg Van Emburgh       | 6-3, 2-6, 6-3           | Details |
| 21.                               | 4 augustus 1991   | ATP Los Angeles    | Hardcourt     | Javier Frana      | Glenn Michibata Brad Pearce         | 7–5, 2–6, 6–4           | Details |
| 22.                               | 9 augustus 1992   | ATP Los Angeles    | Hardcourt     | Patrick Galbraith | Francisco Montana David Wheaton     | 7–6, 7–6                | Details |
| verloren finales mannendubbelspel |                   |                    |               |                   |                                     |                         |         |
| 1.                                | 3 mei 1987        | ATP Hamburg        | Gravel        | Claudio Mezzadri  | Miloslav Mečíř Tomáš Šmíd           | 4–6, 7–6, 6–2           | Details |
| 2.                                | 26 juli 1987      | ATP Schenectady    | Hardcourt     | Brad Pearce       | Gary Donnelly Gary Muller           | 7–6, 6–2                | Details |
| 3.                                | 8 november 1987   | ATP Stockholm      | Hardcourt (i) | Jim Grabb         | Stefan Edberg Anders Järryd         | 6–3, 6–4                | Details |
| 4.                                | 1 mei 1988        | ATP Hamburg        | Gravel        | Rick Leach        | Darren Cahill Laurie Warder         | 4-6, 4-6                | Details |
| 5.                                | 10 september 1988 | US Open            | Hardcourt     | Rick Leach        | Sergio Casal Emilio Sánchez Vicario | w/o                     | Details |
| 6.                                | 9 oktober 1988    | ATP Scottsdale     | Hardcourt     | Rick Leach        | Scott Davis Tim Wilkison            | 4-6, 6-7                | Details |
| 7.                                | 26 februari 1989  | ATP Philadelphia   | Tapijt (i)    | Rick Leach        | Paul Annacone Christo Van Rensburg  | 3-6, 5-7                | Details |
| 8.                                | 8 juli 1989       | Wimbledon          | Gras          | Rick Leach        | John Fitzgerald Anders Järryd       | 6-3, 6-7, 4-6, 6-7      | Details |
| 9.                                | 12 november 1989  | ATP Stockholm      | Tapijt (i)    | Rick Leach        | Jorge Lozano Todd Witsken           | 3-6, 7-5, 3-6           | Details |
| 10.                               | 27 mei 1990       | ATP Bologna        | Gravel        | Jérôme Potier     | Gustavo Luza Udo Riglewski          | 7–6, 4–6, 6–1           | Details |
| 11.                               | 11 november 1990  | ATP Wembley        | Tapijt (i)    | Rick Leach        | Jim Grabb Patrick McEnroe           | 6-7, 6-4, 3-6           | Details |
| 12.                               | 8 juni 1991       | Roland Garros      | Gravel        | Rick Leach        | John Fitzgerald Anders Järryd       | 0-6, 6-7                | Details |
| 13.                               | 11 juli 1993      | ATP Newport        | Gras          | Byron Black       | Javier Frana Christo van Rensburg   | 6-4, 1-6, 6-7           | Details |
| 14.                               | 16 januari 1994   | ATP Jakarta        | Hardcourt     | Jorge Lozano      | Jonas Björkman Neil Borwick         | 4-6, 1-6                | Details |
| 15.                               | 1 mei 1994        | ATP Atlanta        | Gravel        | Francisco Montana | Jared Palmer Richey Reneberg        | 6–4, 6-7, 4-6           | Details |

## Resultaten grandslamtoernooien
| Legenda | Legenda                          |
| ------- | -------------------------------- |
| g.t.    | geen toernooi gehouden           |
| l.c.    | lagere categorie                 |
| –       | niet deelgenomen                 |
| G       | uitgeschakeld in de groepsfase   |
| 1R      | uitgeschakeld in de eerste ronde |
| 2R      | uitgeschakeld in de tweede ronde |
| 3R      | uitgeschakeld in de derde ronde  |
| 4R      | uitgeschakeld in de vierde ronde |
| KF      | uitgeschakeld in de kwartfinale  |
| HF      | uitgeschakeld in de halve finale |
| F       | de finale verloren               |
| W       | het toernooi gewonnen            |
| w-v     | winst/verlies-balans             |

### Enkelspel
| Toernooi        | 1986 | 1987 | 1988 | 1989 | 1990 | 1991 |
| --------------- | ---- | ---- | ---- | ---- | ---- | ---- |
| Australian Open | –    | –    | 2R   | 1R   | 1R   | 1R   |
| Roland Garros   | –    | 3R   | 2R   | 1R   | 2R   | –    |
| Wimbledon       | –    | 1R   | 1R   | 3R   | 2R   | 1R   |
| US Open         | 1R   | 3R   | 1R   | 1R   | 2R   | 1R   |

### Mannendubbelspel
| Toernooi        | 1986 | 1987 | 1988 | 1989 | 1990 | 1991 | 1992 | 1993 | 1994 | 1995 |
| --------------- | ---- | ---- | ---- | ---- | ---- | ---- | ---- | ---- | ---- | ---- |
| Australian Open | –    | –    | W    | W    | HF   | 3R   | 1R   | –    | 1R   | 1R   |
| Roland Garros   | 2R   | 1R   | KF   | 1R   | 3R   | F    | KF   | 1R   | 1R   | –    |
| Wimbledon       | 1R   | 1R   | 3R   | F    | W    | 1R   | 1R   | 2R   | 2R   | –    |
| US Open         | 1R   | 3R   | F    | KF   | 1R   | 2R   | 1R   | 1R   | 1R   | –    |